# Muhammad al-Baqir
Muhammad al-Bāqir, ovvero Muhammad ibn ʿAlī ibn al-Husayn (arabo محمد ابن علي الباقر; Medina, 676 – Medina, 731 circa), è stato il quinto Imam per lo Sciismo duodecimano, ismailita e alawita.
Figlio di ʿAlī b. al-Husayn, detto Zayn al-ʿĀbidīn, e della cugina di costui, Fāṭima bint al-Ḥasan ibn ʿAlī, nacque a Medina nel 676.
Il suo laqab "al-Bāqir" significa "il Rivelatore". Sposò Fāṭima bt. al-Qāsim b. Muḥammad b. Abī Bakr, pronipote del primo Califfo Abū Bakr, oltre a Umm Ḥakīm bt. Usayd b. al-Mughīrā al-Thaqafī. Tra i figli figura Jaʿfar al-Ṣādiq, Ibrāhīm, ʿAlī, ʿAbd Allāh, Zaynab e Umm Salama.

## Nascita
Per la sua somiglianza col suo avo Maometto, Muḥammad al-Bāqir fu chiamato col suo nome di Muḥammad, e il suo laqab gli fu dato perché si credeva che il bisnonno gli rivelasse ciò che alle normali persone restava occulto. Fu il primo Imam la cui ascendenza, tanto da parte paterna, quanto da parte materna, risaliva direttamente al Profeta ultimo dell'Islam.
La storia della sua vita può essere suddivisa in due periodi.
- Il periodo prima del suo Imamato (di circa 35 anni), assolutamente sereno e pacifico, condotto nella natia Medina.
- Il periodo dell'Imamato (di circa 20 anni), del tutto dedicato alla diffusione del credo islamico secondo l'approccio che sarà poi definito sciita.

## Dottrina
Muḥammad al-Bāqir ebbe il titolo onorifico di Bāqir al-ʿulūm "Rivelatore delle conoscenze", dovuto alla sua profonda conoscenza religiosa e giuridica e al suo zelo di Maestro. Il figlio e successore di Muḥammad al-Bāqir, Jaʿfar al-Ṣādiq, studiò sotto la sua guida e beneficiò appieno delle sue non comuni conoscenze. È per questo riconosciuto come precursore della giurisprudenza sciita, che sarà poi ufficialmente organizzata e perfezionata dal figlio Jaʿfar.

## Attività nel periodo omayyade
Malgrado la sua avversione nei confronti della politica, i governanti omayyadi diffidavano di Muḥammad al-Bāqir, per il timore della sua vasta popolarità e della sua indiscussa influenza. Le azioni anti-omayyadi intraprese da suo fratello Zayd ibn ʿAlī e da altri suoi familiari, lo resero estremamente sospetto agli occhi degli Omayyadi.

## Morte
Muḥammad al-Bāqir fu avvelenato per ordine del Califfo omayyade Hishām b. ʿAbd al-Malik attorno al 731. Il suo corpo fu inumato accanto alle sepolture degli altri Imam nel cimitero del Baqiʿ al-Gharqad.